# Pomniki przyrody w mieście i gminie Lwówek Śląski
Pomniki przyrody w mieście i gminie Lwówek Śląski są ustanawiane na mocy ustawy z dnia 7 kwietnia 1949 r. o ochronie przyrody oraz następnych ustaw uchwalanych w latach późniejszych.
W dniu 21.08.2013 na terenie miasta i gminy Lwówek Śląski znajdowały się 24 pomniki przyrody, w tym 4 pomniki przyrody nieożywionej. Pięć pomników znajduje się w Lwówku Śląskim, z czego trzy w dawnych Płakowicach. Ochroną objętych jest 23 drzew. Dębów szypułkowych jest 6, buków pospolitych i lip drobnolistnych – po 4 platanów klonolistnych – 3, miłorzębów dwuklapowych – 2 oraz po jednym okazie leszczyny tureckiej, daglezji zielonej, jesionu wyniosłego i tulipanowca amerykańskiego.
| L.p. | Miejscowość   | Pomnik przyrody                                                                        | Lokalizacja | Ilość | Zdjęcie |
| ---- | ------------- | -------------------------------------------------------------------------------------- | --- | ----- | ------- |
| 1    | Lwówek Śląski | Grupa 2 drzew Platan klonolistny Platanus acerifolia o obwodzie 480 i 450 cm (1991 r.) | Al. Wojska Polskiego; 1-sze drzewo naprzeciwko cmentarza, 2-gie drzewo przy drodze wjazdowej do siedziby Nadleśnictwa, odległość między drzewami ok. 50 m                        | 2     |         |
| 2    | Gradówek      | Daglezja zielona "Śmiała" Pseudotsuga menziesee o obwodzie 310 cm (1991 r.)            | Gradówek, 100 m od tablicy miejscowości i 50 m od szosy w kierunku Gryfowa Śląskiego – w drzewostanie na skraju lasu                                                             | 1     |         |
| 3    | Niwnice       | Buk zwyczajny Fagus sylvatica o obwodzie 480 cm (1994)                                 | Niwnice – w drzewostanie na grzbiecie zalesionych wzgórz, po prawej stronie szosy od Lwówka Śląskiego, 1600 m od zabudowań wsi.                                                  | 1     |         |
| 4    | Niwnice       | Buk zwyczajny Fagus sylvatica o obwodzie 425 cm                                        | Niwnice – w drzewostanie na grzbiecie zalesionych wzgórz, po prawej stronie szosy od Lwówka Śląskiego, 2000 m od ostatnich zabudowań wsi (w pobliżu nieczynny wapiennik – 300 m) | 1     |         |
| 5    | Niwnice       | Buk zwyczajny Fagus sylvatica o obwodzie 360 cm                                        | Niwnice – w drzewostanie na grzbiecie zalesionych wzgórz, po prawej stronie szosy od Lwówka Śląskiego, 2000 m od ostatnich zabudowań wsi (w pobliżu nieczynny wapiennik – 300 m) | 1     |         |
| 6    | Niwnice       | Buk zwyczajny Fagus sylvatica o obwodzie 340 cm                                        | Niwnice – w drzewostanie na grzbiecie zalesionych wzgórz, po prawej stronie szosy od Lwówka Śląskiego, 2000 m od ostatnich zabudowań wsi (w pobliżu nieczynny wapiennik – 300 m) | 1     |         |
| 7    | Niwnice       | Dąb szypułkowy Quercus robur o obwodzie 610 cm (drzewo pęknięte)                       | Niwnice – ok. 800 m od ostatnich zabudowań – na poboczu, po prawej stronie szosy w kierunku Lwówka Śląskiego                                                                     | 1     |         |
| 8    | Lwówek Śląski | Dąb szypułkowy "Faun" Quercus robur o obwodzie 470 cm (1989 r.)                        | W Lwówku Śląskim na skraju lasu, przy ulicy Sadowej w dawnych Płakowicach | 1     |         |
| 9    | Bielanka      | Dąb szypułkowy "Bielak" Quercus robur o obwodzie 380 cm (1989 r.)                      | Bielanka, przy szosie i ogrodzeniu posesji nr 15 | 1     |         |
| 10   | Dworek        | Dąb szypułkowy "Łowczy" Quercus robur o obwodzie 440 cm (1992 r.)                      | W pobliżu skrzyżowania dróg leśnych, około 1000 m na wschód od zabudowań wsi | 1     |         |
| 11   | Sobota        | Dąb szypułkowy Quercus robur o obwodzie 450 cm (1992 r.)                               | w widłach rzeki Bóbr i kanału doprowadzającego wodę do młyna w Dębowym Gaju – około 80 m od tamy na Bobrze                                                                       | 1     |         |
| 12   | Niwnice       | Jesion wyniosły Fraxinus excelsior o obwodzie 460 cm (1989 r.)                         | Niwnice w parku podworskim, 130 m od budynku Szkoły Podstawowej | 1     |         |
| 13   | Sobota        | Leszczyna turecka Corylus colurna o obwodzie 230 cm (1993 r.)                          | Sobota, w centralnej części parku podworskiego, około 50 m od budynku mieszkalnego                                                                                               | 1     |         |
| 14   | Niwnice       | Lipa drobnolistna Tilia cordata o obwodzie 460 cm (1988 r.)                            | Niwnice, na łące 30 m od części narożnej kościoła Św. Jadwigi | 1     |         |
| 15   | Kotliska      | Lipa drobnolistna "Furtianka" Tilia cordata o obwodzie 370 cm (1989 r.)                | Kotliska, przy furtce na cmentarz przy nieczynnym kościele | 1     |         |
| 16   | Lwówek Śląski | Lipa drobnolistna "Sara" Tilia cordata o obwodzie 350 cm (1993 r.)                     | Przy ulicy Widokowej (dawne Płakowice) , niebieski szlak | 1     |         |
| 17   | Radomiłowice  | Lipa drobnolistna "Radomiła" Tilia cordata o obwodzie 450 cm (1990 r.)                 | Radomiłowice, obok posesji nr 7, około 200 m od przystanku PKS w południowej części wsi                                                                                          | 1     |         |
| 18   | Skała         | Platan klonolistny Platanus acerifolia o obwodzie 460 cm (1993 r.)                     | Skała, w zabytkowym parku pałacowym, w centralnej części (na obrzeżu polany) | 1     |         |
| 19   | Skała         | Tulipanowiec amerykański Liriodendron tulipifera o obwodzie 400 cm (1991 r.)           | Skała, w zabytkowym parku pałacowym, w centralnej części (na obrzeżu polany) | 1     |         |
| 20   | Żerkowice     | Odsłona geologiczna – komin wulkaniczny – nieczynny kamieniołom bazaltu                | | 1     |         |
| 21   | Żerkowice     | Skała z medalionem – Ostaniec piaskowcowy                                              | Żerkowice, na skraju lasu, po lewej stronie szosy do Gaszowa | 1     |         |
| 22   | Lwówek Śląski | Jaskinia "Zimna Dziura"                                                                | oddział lasu 262a, Nadleśnictwo Lwówek Śląski (dawne Płakowice) | 1     |         |
| 23   | Płóczki Dolne | Zespół jaskiń: "Czerwona", "Lisia" i "Krótka"                                          | Płóczki Dolne, po prawej stronie szosy do Gryfowa Śl. w nieczynnym kamieniołomie wapienia                                                                                        | 3     |         |
| 24   | Lwówek Śląski | Grupa 2 drzew – Miłorząb dwuklapowy Gingko biloba o obwodach 240 i 265 cm (2004 r.)    | Lwówek Śląski, niedaleko skrzyżowania ulic: Sienkiewicza z Al. Wojska Polskiego, naprzeciwko Kaplicy cmentarnej                                                                  | 2     |         |
| 25   | Sobota        | Dąb szypułkowy Quercus robur o obwodzie 416 cm i wysokości 26 m (2011 r.)              | rośnie przy posesji nr 9 w Sobocie | 1     |         |